# Reserva biológica Limoncocha
La Reserva Biológica Limoncocha está ubicada en el cantón Shushufindi de la provincia de Sucumbíos, en la región amazónica norte del Ecuador. Abarca 4.613 ha.
Se encuentra  principalmente por la Laguna de Limoncocha (antiguamente llamada Capucuy), las zonas aledañas y la Laguna Negra, también conocida como Yanacocha. El 100% del área corresponde a un Humedal, declarado sitio Ramsar por la UNESCO en el año 1998. La Laguna Negra y los ríos Jivino y Capucuy, conforman el núcleo de este humedal y también la zona intangible y prístina de la Reserva.
Se cree que las áreas que ocupan las lagunas Limoncocha, Yanacocha y humedales adyacentes son antiguos meandros del Río Napo el que arrastra grandes cantidades de sedimentos provenientes de las estribaciones occidentales de los andes. La laguna de Limoncocha está interconectada con el río Napo y su nivel es estival y dependiente de las lluvias en las cuencas de los ríos Payamino, Napo y Coca.

## Características
La reserva esta cubierta de dos tipos de bosque, al Norte esta cubierta por bosque tropical húmedo de meseta y es una planicie que está entre 15 y 20 metros sobre el nivel de la laguna. Los bosques al sur y al occidente de la laguna son bajos y se inundan en el periodo de enero a mayo están cubiertos principalmente por bosque inundable de palmas de tierras bajas (várzea o igapó) (moretal) y herbazal lacustre de tierras bajas; existen también zonas que posiblemente fueron en tiempos prehistóricos bancos de arena del río Napo y son las áreas preferidas para la nidificacion de los caimanes.
La Reserva se encuentra, en su mayoría, dentro de la Cuenca del río Capucuy, cuyos tributarios son el Playayacu, el Pichira, el Blanco y el Piñasyacu. El Capucuy, el Jivino y el Indillana fluyen hacia el Napo (aguas arriba) cuando este inunda la zona; mientras que el Jivino y el Itaya drenan también un área grande del norte de la Reserva. Las lagunas y los humedales adyacentes a estas.

## Flora
En cuanto a la vegetación primaria, en esta Reserva se hallan especies similares a las que existen en las áreas vecinas de Cuyabeno y Yasuní. Destacan palmas como la chambira (Astrocaryum urostachys), Pambil, Ratama, y Ungurahua (Oenocarpus bataua); además, árboles, bromelias, orquídeas, musgos y helechos gigantes; en áreas que fueron taladas totalmente durante el periodo de exploración petrolera crecen ahora árboles de Balsa y Guarumo. La vegetación de igapó ha sido identificada al sur de la laguna de Limoncocha y en la Laguna de Yanacocha. En esta zona domina una especie de palma conocida como chontilla (Bactris sp.) y asociada a ella, está el macrolobio (Macrolobium sp.).
En los pantanos de moretales domina el morete (Mauritia flexuosa), otra especie de palma, que se encuentra principalmente al extremo sur de la Reserva, y cubre zonas permanentemente inundadas. Junto a estas, crece un bejuco conocido como uña de gato (Uncaria tomentosa), muy apreciado por sus bondades medicinales. En el bosque secundario maduro se destacan enormes árboles de ceibo (Ceiba pentandra) y cedro (Cedrela odorata).

## Fauna

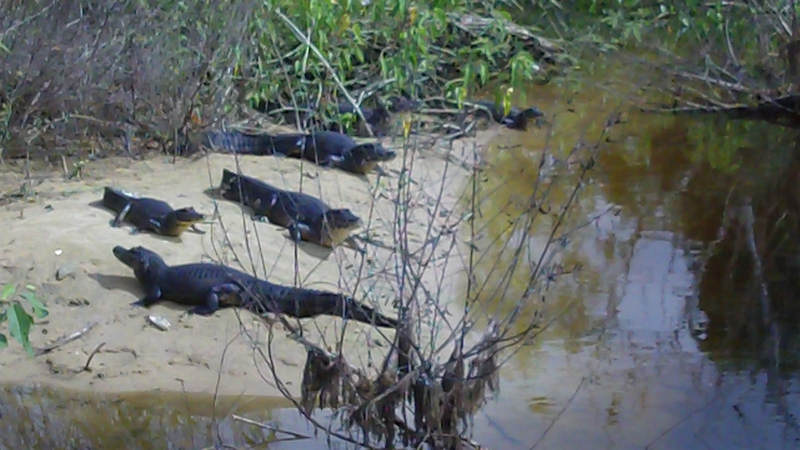
Caimán negro, reptil característico que se encuentra en la Reserva.

En general, la fauna amazónica en la Reserva presenta un elevado nivel de biodiversidad, pero con una baja densidad poblacional. Se han registrado al menos, 53 especies de mamíferos 92 de reptiles y 292 de anfibios. En esta área son muy comunes el caimán negro, y la tortuga acuática llamada localmente charapa; poco comunes son: el caimán blanco, la culebra Boa, la tortuga motelo y algunos mamíferos como la guatuza negra , el mono lanudo, el mono ahullador, Marmosetas, mono nocturno, mono Capuchino, mono "araña", el Ocelote, Peresozo y el capybara entre otros.
Históricamente existen 317 especies de aves registradas en la reserva, incluidas al menos dos especies amenazadas de extinción como son el buitre de ciénaga (Anhima cornuta) y el gavilán cangrejero negro (Buteogallus anthracinus), y una endémica de Ecuador que es el cacique ecuatoriano.
La región Oriental Norte del Ecuador está catalogada como la zona de mayor concentración de anfibios del mundo de acuerdo a publicaciones de la revista Scientific American a en 1986 sobre la base de estudios realizados en el parque nacional Cuyabeno.
Existen en la laguna gran variedad de peces, incluido el pez eléctrico, piraña blanca, piraña roja y varias especies de bagre.